# St. Barbara (Krefeld)

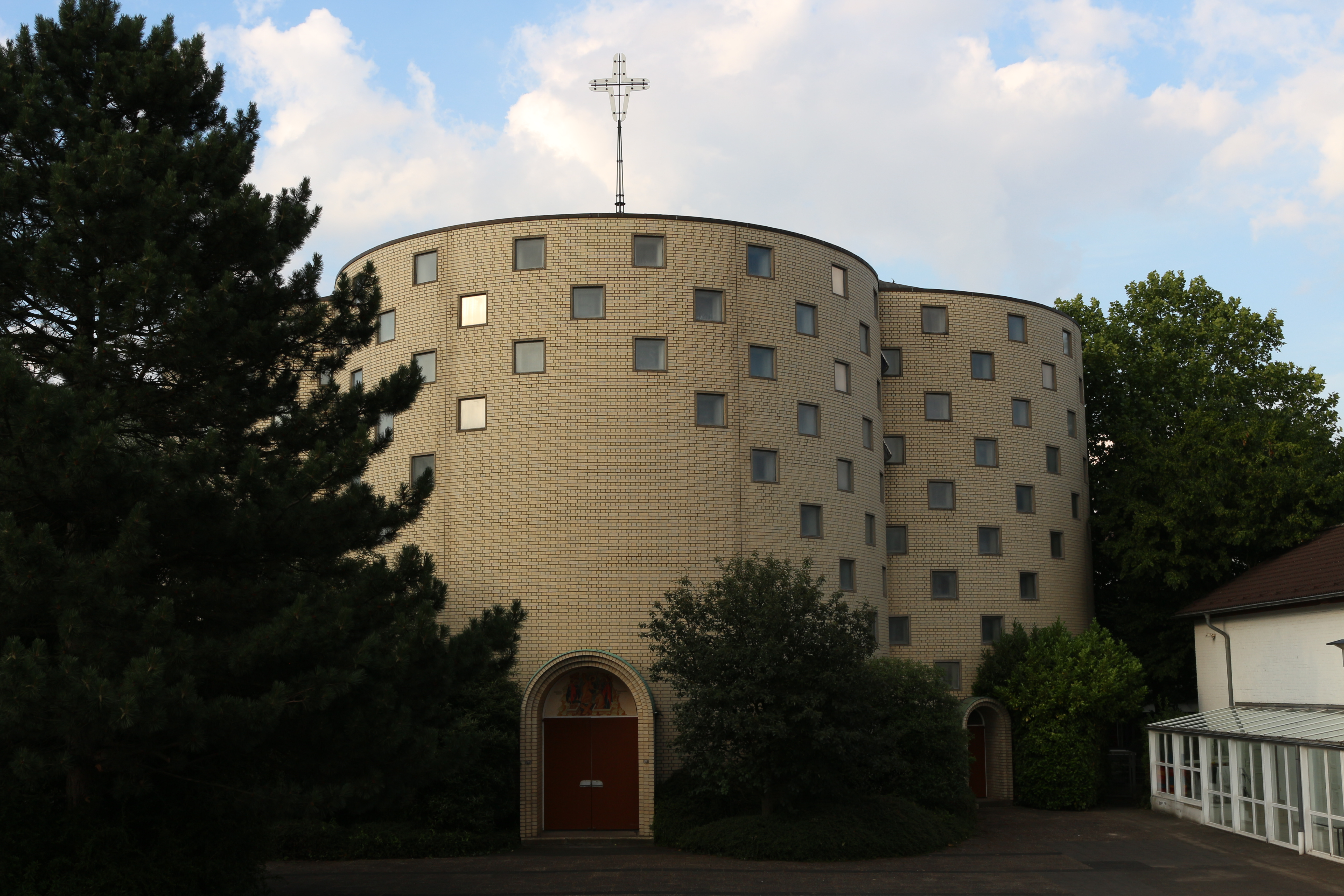
Russisch-orthodoxe St.-Barbara-Kirche, Außenansicht

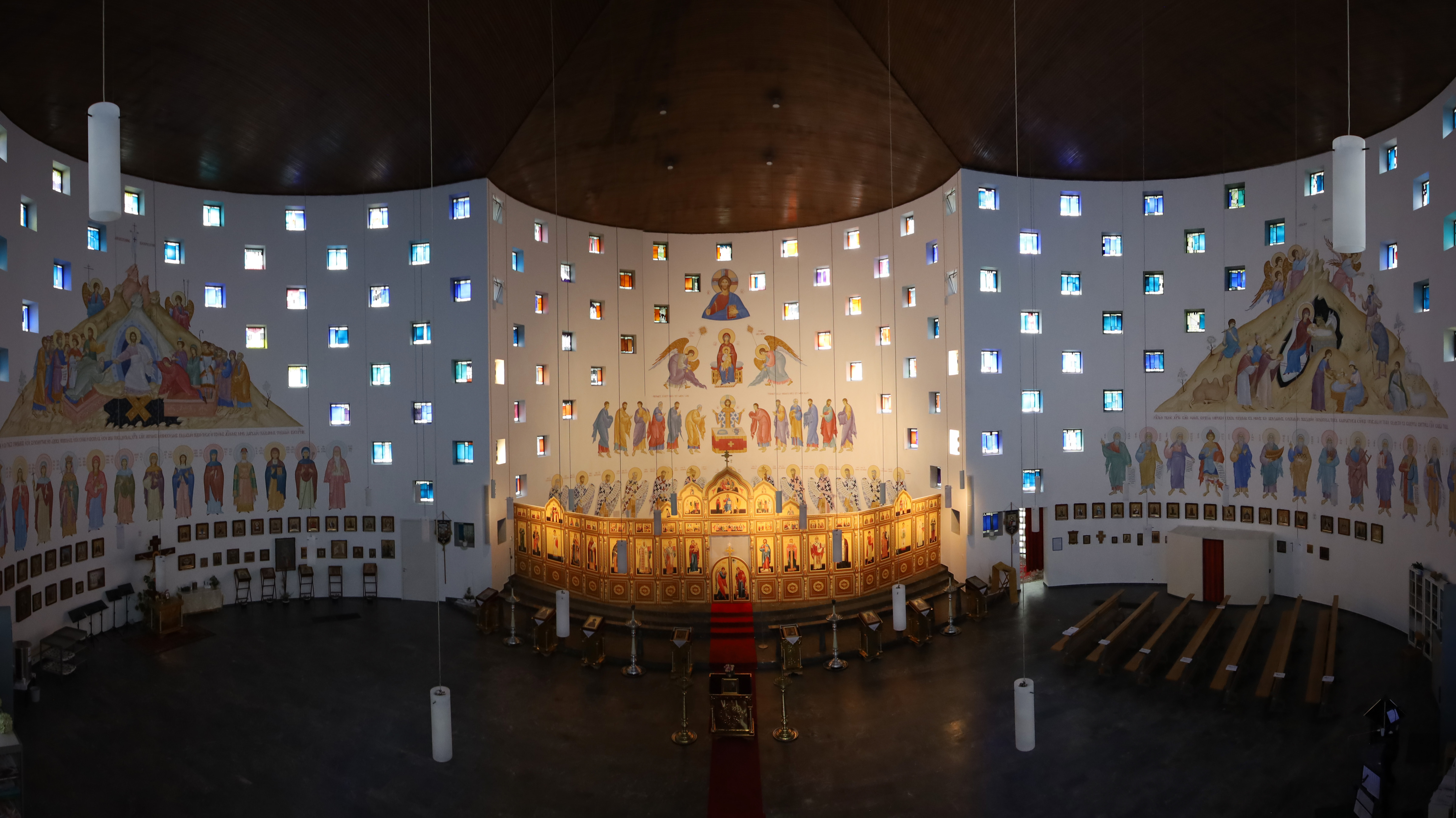
Russische orthodoxe St.-Barbara-Kirche Krefeld, Innenansicht

St. Barbara ist eine russische Orthodoxe Kirche im niederrheinischen Krefeld.

## Geschichte
1927 wurde in der Wielandstraße in Krefeld die erste römisch-katholische Notkirche St. Franziskus in nur einem Jahr Bauzeit errichtet. Am 13. September 1926 begann man mit dem Bau der Kirche nach Plänen vom Kölner Architekt Hermann Neuhaus und am 25. September 1927 konnte der erste Gottesdienst in ihr gefeiert werden. Der Kirchenraum fasste 750 Gottesdienstbesucher.
Im Zweiten Weltkrieg wurde die Holzkirche beim Bombenangriff in der Nacht 21./22. Juni 1943 samt Inventar und Ausstattungsstücken zerstört. Von Weihnachten 1944 an fand der
Gottesdienst für die wenigen noch in der Pfarre verbliebenen Gläubigen im Pfarrhaus statt.
Nach dem Krieg wurde eine Notkirche gebaut und am 28. März 1948 benediziert. Sie wurde bald für die wachsende Zahl der Gläubigen zu klein.
1959 wurde mit dem Bau des heutigen Kirchengebäudes begonnen. Die neue Kirche wurde schon nach einem Jahr fertiggestellt und am 27. November 1960 geweiht. Der Entwurf der Kölner Architekten Stefan Leuer und Artur Janssen stellt eine Besonderheit dar: das Kirchengebäude ist ein das mit Klinkern verblendeter Zentralbau mit einem gleichseitigen Kreuz als Grundriss. In dieser Form von vier ineinander verschnittenen Kreisen bzw. Conchen, die ein Kleeblatt bilden, weist das Gebäude eine ausgezeichnete Akustik auf. In einer Entfernung von 25 m befindet sich der runde, 30 m hohe Turm. Turm und Kirche haben stumpfwinkliges Pyramidendach, im Innern Holzdecke, Lichteinfall durch 228 quadratische Fenster, die stufenförmig jeweils von einer Kante der Conche bis zum Scheitelpunkt aufsteigen.
Die Kirche wurde 1976 und 1990 renoviert.
Am 23. Mai 2016 wurde die St.-Franziskus-Kirche von der russischen orthodoxen Gemeinde erworben. Zentralbauten in Kreuzform sind sehr häufig im orthodoxen Kirchenbau. Die Kirche wurde, u. a. durch Einbau einer Ikonostase, zu einem orthodoxen Gotteshaus umgestaltet und zu Ehren der heiligen Großmärtyrerin Barbara von Nikomedien neu geweiht. Die große Weihe wurde am 13. Oktober 2018 von Bischof Tichon, dem Verwalter der Berliner Diözese, vollzogen.
Die Apsis wurde mit einer Ikonenmalerei (Fresko) ausgestaltet und am 7. Juli 2019 von Bischof Tichon geweiht.
Am 7. Mai 2023 wurde aus der St.-Barbara-Kirche der orthodoxe ZDF-Fernsehgottesdienst übertragen.

## Ausstattung
Eine Besonderheit sind die 228 Buntglasfenster, die dem Raum eine besondere Lichtstimmung verleihen.
Der Glockenturm steht als Campanile getrennt von der Kirche, was gleichfalls in den östlichen Ländern der Orthodoxie häufig zu finden ist. Die fünf Bronzeglocken (d-f-g-a-b) sind mit Gegenpendeln zur Schwingungsminderung ausgestattet, die größte Glocke hat ein Gewicht von 1,75 t.
Besondere Bestandteile des kirchlichen Dekors in St. Franziskus waren früher einmal die drehbaren Altarretabeln. Errichtet 1987 von Hortense von Gelmini, stellten sie einen Altarbild-Zyklus dar, der Kunde von der Ordnung der Schöpfung und der Heilsgeschichte gab. Diese Musterbeispiel moderner kirchlicher Kunst stellten zwei Kirchenfestkreise dar. Im großen Altar waren auf der „Blauen Seite“ Bilder des Weihnachtsfestkreises dargestellt: „Erschaffung des Menschen“, „Moses und die zehn Gebote“, „Verkündigung“, „Christi Geburt“, „Anbetung der Hirten“, „Der Heilige Franziskus“, „Die wunderbare Brotvermehrung“ und „Die Bergpredigt“. Die „Rote Seite“ enthielt die Bilder „Das letzte Abendmahl“, „Der Verrat des Judas“, „Der Kreuzweg“, „Die Kreuzigung“, „Die Kreuzabnahme“, „Der Heilige Franziskus erhält die Wundmale“, „Der ungläubige Thomas“ und „Pfingsten“ und gab so den Osterfestkreis wieder.
Aufgrund von Unstimmigkeiten innerhalb der Gemeinde wurden die Altarretabeln 1988 wieder abgebaut und werden seither im Kunstdepot der Stiftung „Libertas per Veritatem“ aufbewahrt.